# 山村ケレール
山村 ケレール（やまむら けれーる、1990年8月8日 - ）は、日本の女性モデル、レースクイーン。
福岡県出身。元ワンエイトプロモーション所属。

## 来歴・人物
本名は「山村 ケレール 芙美」（やまむら けれーる ふみ）。スペイン人のクォーター。姉と双子の弟がいる。
10代の頃から福岡でモデルの仕事を始め、「BLENDA」や「EDGE STYLE」などのファッション誌にも登場。2011年にはZOZOTOWNモデルオーディションのファイナリストとしてエントリーされたが、受賞はならなかった。同年、GirlsAwardS/Sで開催されたシンデレラオーディションにもファイナリストとしてランウェイを歩いている。
2012年、上海で開催された東京ガールズコレクションにモデルとして出演。
2013年、オフィスノアールからワンエイトプロモーションに移籍したのを機に上京。同年、SUPER GT「TEAM MACH マッハ車検GAL」としてレースクイーン活動を始める。
2014年から2017年までの4年連続で、SUPER GT「グッドスマイルレーシング・レーシングミクサポーターズ」のメンバーとして活動。2016年度の日本レースクイーン大賞では「クリッカー賞」を受賞した。また2016年暮れにはRIZINガールのオーディションにもエントリーされたが、ラウンドガール獲得はならなかった。
2017年シーズンをもってレースクイーンを引退することを発表。
趣味は華道、茶道、読書、ネットサーフィン。
フィギュア好きを公表しており、家にはたくさんのフィギュアが飾られている。

## 主な活動

### レースクイーン
| 年     | カテゴリー | チーム名                                             | 他メンバー                     |
| ------ | ---------- | ---------------------------------------------------- | ------------------------------ |
| 2013年 | SUPER GT   | TEAM MACH マッハ車検GAL                              | 松林彩、西村麻依、井手よしの   |
| 2014年 | SUPER GT   | グッドスマイルレーシング“レーシングミクサポーターズ” | 荒井つかさ、水谷望愛、鴻上聖奈 |
| 2015年 | SUPER GT   | グッドスマイルレーシング“レーシングミクサポーターズ” | 荒井つかさ、水谷望愛、熊江琉唯 |
| 2016年 | SUPER GT   | グッドスマイルレーシング“レーシングミクサポーターズ” | 荒井つかさ、水谷望愛、鈴菜     |
| 2017年 | SUPER GT   | グッドスマイルレーシング“レーシングミクサポーターズ” | 荒井つかさ、鈴菜、宮越愛恵     |

### イベント出演
- 大阪モーターサイクルショー2014（2014年3月21日 - 23日、インテックス大阪） - BMWブースのトークショーに出演[8]
- ニコニコ超会議3（2014年4月26日 - 27日、幕張メッセ） - レーシングミクサポーターズとして横浜ゴムブースに出演[9]

#### 東京オートサロン出演歴
| 年     | 出演ブース                       | 共演                                                                               |
| ------ | -------------------------------- | ---------------------------------------------------------------------------------- |
| 2014年 | 日野自動車                       | 松林彩、柳沼陽菜、山田あや乃、Ran                                                  |
| 2017年 | Project μ（プロジェクト ミュー） | 武田美憂                                                                           |
| 2018年 | メルセデス・ベンツ               | 荒井ゆき、有本吏那、今西亜利沙、小野あずさ、河本めぐみ、黒川幸、佐東詩織、西ちあき |